# Истинный ветер
Истинный ветер — морской термин, обозначающий горизонтальный поток атмосферного воздуха над водной поверхностью, направление и скорость которого измеряются относительно стационарных морских или наземных объектов. На движущемся судне эти параметры могут быть вычислены как результат векторного вычитания скорости судна из направления вымпельного ветра, который, в отличие от истинного ветра, имеет определяющее значение для эффективного использования парусного вооружения.
Направление истинного ветра может быть определено исходя из наблюдения за шлейфом дыма из труб неподвижных объектов, развевающимися флагами на них и т. п.. 